# Provincia de Caravelí
Caravelí es una provincia peruana en el oeste del departamento de Arequipa, con capital en la homónima Caravelí. Limita por el norte con el departamento de Ayacucho; por el este con las provincias de La Unión, Condesuyos y Camaná; por el sur con el océano Pacífico, y por el oeste con el departamento de Ica.
Jerárquicamente dentro de la Iglesia católica, pertenece a la prelatura de Caravelí.

## Historia
Esta provincia fue creada mediante Ley n.º 8004, del 22 de febrero de 1935, que dividió la provincia de Camaná, en el gobierno del presidente Óscar R. Benavides. En la ley no se especifica las razones geográficas de su creación. 
La capital de la provincia es la ciudad de Caravelí, elevada a villa por ley del 9 de noviembre de 1839 y luego a la categoría de ciudad por ley de 2 de septiembre de 1870.
Se pueden ver mapas de entre 1500 y 1600 en la biblioteca pública de Nueva York, donde Caravelí es un poblado importante de la región. 
Muchos de sus distritos no tienen ley de creación, son tales desde la Independencia y otros de hecho, como el caso del distrito de Lomas que fue caserío del distrito de Acarí, hasta octubre de 1935 en que se nombró regidores para el Concejo Distrital de Lomas.

## División administrativa
La provincia tiene una extensión de 13 139,41 km² y se encuentra dividida en 13 distritos.
- Caravelí
- Acarí
- Atico
- Atiquipa
- Bella Unión
- Cahuacho
- Chala
- Cháparra
- Huanuhuanu
- Jaquí
- Lomas
- Quicacha
- Yauca

## Población
- Población estimada (2022): 40 316 habs.
- Superficie: 13 139,41 km²
- Densidad poblacional: 2,3 habs./km²
- Capital: Caravelí (1779 m s. n. m.)
- Número de distritos: 13
- Distancia de la capital departamental: 179 km

### Serie histórica
1961: 20 235
1972: 23 647
1981: 24 703
1993: 27 484
Población censada 1993: 27 484
— Urbana: 16 568
— Rural: 10 916
— Hombres: 15 363
— Mujeres: 12 121

## Geología
En esta provincia prevalece el Intrusivo-Cretácico del Terciario. Su capital, la ciudad de Caravelí, se encuentra asentada sobre este grupo de rocas ígneas. Esta provincia tiene el litoral más largo del departamento de Arequipa: 200 km. La cordillera de la Costa, en esta provincia, tiene un ancho que varía entre los 20 y los 30 km, alcanzando una altura hasta 1500 m s. n. m.
A 1000 m s. n. m., en la llanura costera, están las pampas, cerros y colinas, quebradas secas, estrechos valles, médanos, así como las lomas de Atiquipa, Lomas, Atico y Pescadores. Es la segunda provincia en el departamento de mayor área.

## Clima
El clima es árido y semicálido en la zona de la costa. En la parte alta, colindante con el Departamento de Ayacucho, el clima es templado con ligeras lluvias de verano. La temperatura promedio anual en la costa está entre los 17 °C y 19 °C y en las zonas altas entre 12 y 15 °C. 
La mitad del ámbito provincial tiene un clima desértico según la clasificación de W. Koppen. 
Las zonas próximas al litoral tienen clima de estepa, con lluvias invernales. 
Las zonas ubicadas entre los 1500 y 2500 m s. n. m. como la capital provincial tienen clima de estepa pero con lluvias de verano. Sobre los 2500 m s. n. m., se presenta un clima frío (boreal).

## Topografía
El hecho que el territorio de esta provincia se ubique entre el océano Pacífico y el contrafuerte andino determina que el relieve sea muy accidentado. Presenta cuatro unidades geomorfológicas: Faja Litoral, Faja de la Costa, Llanura Costanera y Frente Andino, y Valles Transversales.

## Recursos naturales
Cuenta con cuatro grupos de tierras: aptas para cultivo en limpio (14 380 ha); aptas para cultivos permanentes (26 990 ha); Aptas para pastos (27 240 ha) y tierras de protección (1 253 923 ha).

## Playas

### Yanyarina
Es la playa más norteña, continuación de la que empieza en Ica. Playa repleta de aves separada del balneario de La Libertad, mediante un cerro que se interna en el mar y que a su vez se vincula con una saliente con un islote, separado por un canal de agua. En el islote, destaca una piedra que los pescadores de la zona llaman el Buda.

### La Libertad
Formado por una ensenada curva de arena, donde generalmente el mar se presenta manso. Esta a su vez se encuentra abrigada por la Punta Sombrerillo. Una pequeña playa, El Buda, marca el comienzo del balneario, que luego continúa con Lomo de Corvina para luego, tras una saliente presidida por una cruz, surgir el balneario propiamente dicho, con unas cuantas casas. 
El litoral, hacia el sur, presenta acantilados y parajes inaccesibles, antes de llegar a playa Cirilo, la que en su otro extremo está flanqueada por barrancos y callejones. En esa zona está el islote conocido como El Submarino o El Barco de los Pajaritos, por la presencia de aves guaneras. Siguen acantilados y una saliente, conocidos como Las Tres Cuevas y la Punta Pirata antes de que aparezca la playa Los Erizos, que es una curva de arena, encerrada por acantilado:

### El Cahuacho o playa Grande
Surge a continuación, hacia el sur. Ancha, extensa y habitada por aves. Otro cerro marca el final de esa playa. Desde allí se observa las islas La Península. Esa zona (La Península) es conocida también como Los Arcos. Son tres grandes islotes guaneros que entre ellos forman canales y caprichosas formas. Su presencia marca el inicio de la playa Sombrerillo. Una saliente escarpada que termina en la isla Hércules, divide en dos la playa de mar hermoso.

### Isla Hércules
Al final de una saliente escarpada. Plana, alta y grande, y se encuentra unida a la orilla por un cuello de arena que forma dos playas.
Al final de estas, un inaccesible islote habitado por aves marca el comienzo de la playa Mansa de Lomas. Esta es larga, de orilla inclinada y arena fina. De ella se extraen machas.
Luego de una curva está la playa Punta Lomas, donde los bañistas tienen ramadas y dos hoteles. En esta playa está el antiguo puerto pesquero de Lomas. Frente a este puerto, naufragó el vapor Pachitea (1915).
A la altura del km 528 de la carretera Panamericana sur, una carretera asfaltada permite llegar al puerto, que tiene casas construidas a comienzos del siglo XX, restaurantes y un hotel. Hacia el sur están instaladas fábricas de conservas y de harina de pescado.

### Punta Lomas
Una escarpada y alta zona guanera, al frente de la cual está el islote Lobería, sobre el que está instalado un faro, y por lo tanto de acceso restringido.
En marcha hacia el sur, está playa Brava de Lomas, que es grande, de arena fina y con grandes bancos de machas. De allí las dunas se internan en el continente, impulsadas por los vientos fuertes que vienen del mar. La playa termina limitada por Punta Peñuetas. En el pasado, la zona fue conocida, especialmente por los cartógrafos ingleses, como Punta Paquija o Chaviña.

### Playa Peñuelas
Pequeña y limitada por islotes poblados de lobos marinos y seguida de varias pequeñas playas de arena y rocas.

### Morro Chala
Este morro señala el límite del balneario de Tanaca, famoso por sus pozos entre los acantilados. Morro descrito en las crónicas del siglo XVII. Está formado por las cimas Cusihuamán y Cahuamarca (1297 m s. n. m.) y un cerro de arena de duna de 1148 m s. n. m.
De colores negro y rojizo, el morro Chala forma una curva de 25 km entre Tanaca y la playa de Chala. En este morro, surcado por agua dulce que permite el florecimiento de casuarinas e higueras, se alojan ruinas precolombinas y andenerías, las únicas que en el Perú están en la playa.

### Tanaca
Al sur están las pozas de Tanaca. Los acantilados comienzan con la ensenada Maucayata, de tranquilos pozos e islotes guaneros. En esta zona hay ruinas precolombinas que pudieron usarse como graneros.

### Silaca
Continuando al sur, en el km 596.5, después de pasar grandes zonas de grama e islotes con lobos marinos y aves guaneras, está el balneario de Silaca. Este es poblado solo en verano por las familias del distrito de Jaqui.
El balneario de Silaca tiene el aspecto de un pueblo incaico en medio de ruinas y andenería, las casas son hechas de piedras y los techos de totoras en forma cónica. 
Allí las pozas tienen nombres como Los Hombres, Las Sirenas, Las Viejas, el desembarcadero, de Piero, Los Curcos o Jorobados, de La Cruz, Los Compadres, Brujillos, Vladimir y Los Pajaritos. Entre Los Compadres y Brujillos, está la punta guanera de Puerto Viejo, el Islote de Lobería, la quebrada e islote de Santa Rosa y la ensenada de Ocopa.
Este balneario cuenta con una variedad significativa de mariscos (lapas, barquillos, choros) y peces. Las familias veraneantes gozan durante estos tres meses que dura el verano de las bondades de la naturaleza. Es un balneario pequeño, pero grande en las mil aventuras que se pueden vivir.

### Jihuay
Al sur de la poza de Los Pajaritos y de la quebrada por donde baja el río Atiquipa, está la playa Jihuay. En la misma ruta se encuentra el exbalneario de Moca. Este preñado de ruinas y andenería está abandonado y es gemelo del de Silaca.

### Puerto Inca
La última playa del morro Chala es Puerto Inca, que hasta principios del siglo XX era conocida como Llacpatera. Allí hay ruinas incas y un camino inca que llega hasta el Cusco (Qosqo = 'ombligo del mundo').
Puerto Inca está a la altura del km 603 de la carretera Panamericana sur y se afirma que el Inca allí tomaba baños. 

### Chala
Bahía de Chala es una gran playa de arena, ubicada al sur de Puerto Inca. Esta tiene tres sectores conocidos como Aguadita, La Calera y playa Grande o playa Hermosa.
Desde aquí, se dice, que los chasquis (mensajeros que en posta cubrían a la carrera, grandes distancias en tiempos muy cortos) llevaban pescado fresco al Cusco.

### Playa Chica
Continuando hacia el sur, está playa Chica, de orilla plana y mar quieto. Tiene un muelle artesanal con islotes en las inmediaciones a modo de rompeolas natural. Estos islotes se unen al cerro Centinela donde se encuentra, en su cima, un faro.

## Autoridades

### Regionales
- Consejero regional
  - 2019-2022:[2] Santiago Neyra Almenara (Alianza para el Progreso)

### Municipales
- 2019-2022[2]
  - Alcalde: Diego Arturo Montesinos Neyra, de Arequipa Renace.
  - Regidores:

  1. Ángel Aníbal Montoya Negrillo (Arequipa Renace)
  2. Humberto Zacarías Quispe Huamaní (Arequipa Renace)
  3. Teresa Marilú Jayo Morón (Arequipa Renace)
  4. Ricardo Rómulo Dueñas Benites (Arequipa Renace)
  5. Karla Gutiérrez Arapa (Arequipa Renace)
  6. Leogardis Diosely Domínguez Martínez (Alianza para el Progreso)
  7. Luis Moisés Rosas Chuquitaype (Acción Popular)

## Festividades
- San Pedro
- Virgen del Buen Paso
- San Andrés